# Lill-Mörtsjön, Jämtland
Lill-Mörtsjön är en sjö i Ragunda kommun i Jämtland och ingår i Indalsälvens huvudavrinningsområde. Sjön har en area på 0,281 kvadratkilometer och ligger 384 meter över havet. Sjön avvattnas av vattendraget Dalsbäcken.

## Delavrinningsområde
Lill-Mörtsjön ingår i det delavrinningsområde (698307-153086) som SMHI kallar för Inloppet i Mjösjön. Medelhöjden är 352 meter över havet och ytan är 23,53 kvadratkilometer. Det finns inga avrinningsområden uppströms utan avrinningsområdet är högsta punkten. Dalsbäcken som avvattnar avrinningsområdet har biflödesordning 4, vilket innebär att vattnet flödar genom totalt 4 vattendrag innan det når havet efter 119 kilometer. Avrinningsområdet består mestadels av skog (83 procent). Avrinningsområdet har 0,61 kvadratkilometer vattenytor vilket ger det en sjöprocent på 2,6 procent.